# Adam Brown
Adam Brown född 3 april 1826 i Edinburgh i Skottland, död 16 januari 1926 i Ontario i Kanada, var en kanadensisk politiker som satt i Kanadas parlament mellan 1887 och 1891.